# Vanessa Mdee
Vanessa Hau Mdee, née le 7 juin 1988 à Arusha, en Tanzanie, est une chanteuse, compositrice, rappeuse, militante, personnalité de la télévision et animatrice de radio tanzanienne. Elle chante en  swahili et en anglais.

## Origine
Elle est née en juin 1988 à Arusha en Tanzanie, sixième d’une fratrie de sept enfants. Son père, Sammy Mdee, originaire de Dar es Salam, travaille au sein du personnel diplomatique tanzanien(telle l'ambassade de Tanzanie à Paris en 1993-&994). Du fait de cette activité du père, la famille s'installe dans différentes villes dans le monde, au fil du temps, et Vanessa Mdee grandit dans des cités telles que  New York, Paris, Nairobi et Arusha. Elle mène des études universitaires à l'Université catholique d'Afrique de l'Es (en) en vue d'obtenir un diplôme de droit, mais est contrainte d'interrompre ses études à la mort de son père pour privilégier une acrivité rémunérée au sein de MTV. Vanessa Mdee est la soeur aînée d'une autre artiste tanzanienne,  Mimi Mars, de quatre ans lus jeune.

## Télévision
Elle acquiert une notoriété en Tanzanie en étant la toute première VJ, ou Vidéo-jockey, tanzanienne de MTV (le Video Jockey est un animateur spécialisé présentant des vidéos sur des stations de télévision musicales commerciales). Elle se fait ensuite connaître comme animatrice de télévision, animant Epic Bongo Star Search et Dume CHallenge pour ITV Tanzania, à patir de 2012.

## Musique
Elle chante en swahili et en anglais.
Elle collabore avec d’autres artistes, notamment avec le rappeur tanzanien A.Y. (en), et avec Ommy Dimpoz. Avec ce dernier, le titre Me and You est  élu « meilleure chanson de l'année » lors des Tanzania Music Awards de 2013. Les artistes avec lesquels elle collabore pratiquent le  Bongo Flava. Le Bongo Flava est un genre musical tanzanien, fusion de rhythm and blues, de hip-hop, de funk, de soul et de zouk, avec des paroles en swahili,.
Elle se lance ensuite en solo, à partir de 2017, avec un bon accueil de ses singles comme Closer,  téléchargé plus de 30 000 fois, qui reste dans les charts pendant plus de 13 semaines. Suivent Come Over ou encore  Hawajui, que l’on peut traduire du swahili par Je ne sais pas. D’autres singles suivent encore, et d’autres collaborations sur des titres d’artistes africains, se traduisant par de nouvelles distinctions, à l’échelle continentale,. Cette artiste est ainsi distinguée à plusieurs reprises, obtenant par exemple aux  All Africa Music Awards, le prix de la « Meilleure chanteuse féminine d’Afrique de l’Est » en 2014, et de la « Meilleure artiste pop » en 2015 et le prix OkayAfrica 100 Women en 2017.
En janvier 2018, elle sort un album, Money Mondays,, puis signe en juillet 2018, chez Universal Music Group, pour élargir encore son audience. Elle devient une des figures commercialesde la pop tanzanienne(afro-pop) mêlant à celle-ci du RnB et du bongo flava.

## Mode
Elle aime surprendre par son look, jouant notamment de la teinture de ses cheveux : « J'adore les cheveux comme accessoire. Je pense que c'est l'un des accessoires les plus amusants à avoir en tant que femme, tout comme les boucles d'oreilles et les ongles des doigts. C'est une expression ou un prolongement de mon humeur ou de ce que je ressens ». 

## Engagements
Convaincue qu’une artiste doit mettre aussi sa notoriété au service de la communauté, elle intervient régulièrement au service de différentes causes. 
Elle participe  ainsi  à la campagne Malaria No More, visant à éradiquer le paludisme, ou à MTV Staying Alive, une autre campagne, de sensibilisation cette fois contre le Sida.
En 2015, sous l'impulsion de l'ONG ONE, elle chante également  avec la Kényane Victoria Kimani, la Gabonaise Arielle T, les Sud-Africaines Judith Sephuma et Blessing, les Nigérianes Waje et Yemi Alade, la Zimbabwéenne Selmor Mtukudzi, enregistrant Strong Girl, une chanson engagée pour les droits des femmes et contre le sexisme. L'actrice nigériane Omotola Jalade Ekeinde intervient également dans le clip,.